# Daniel Föst

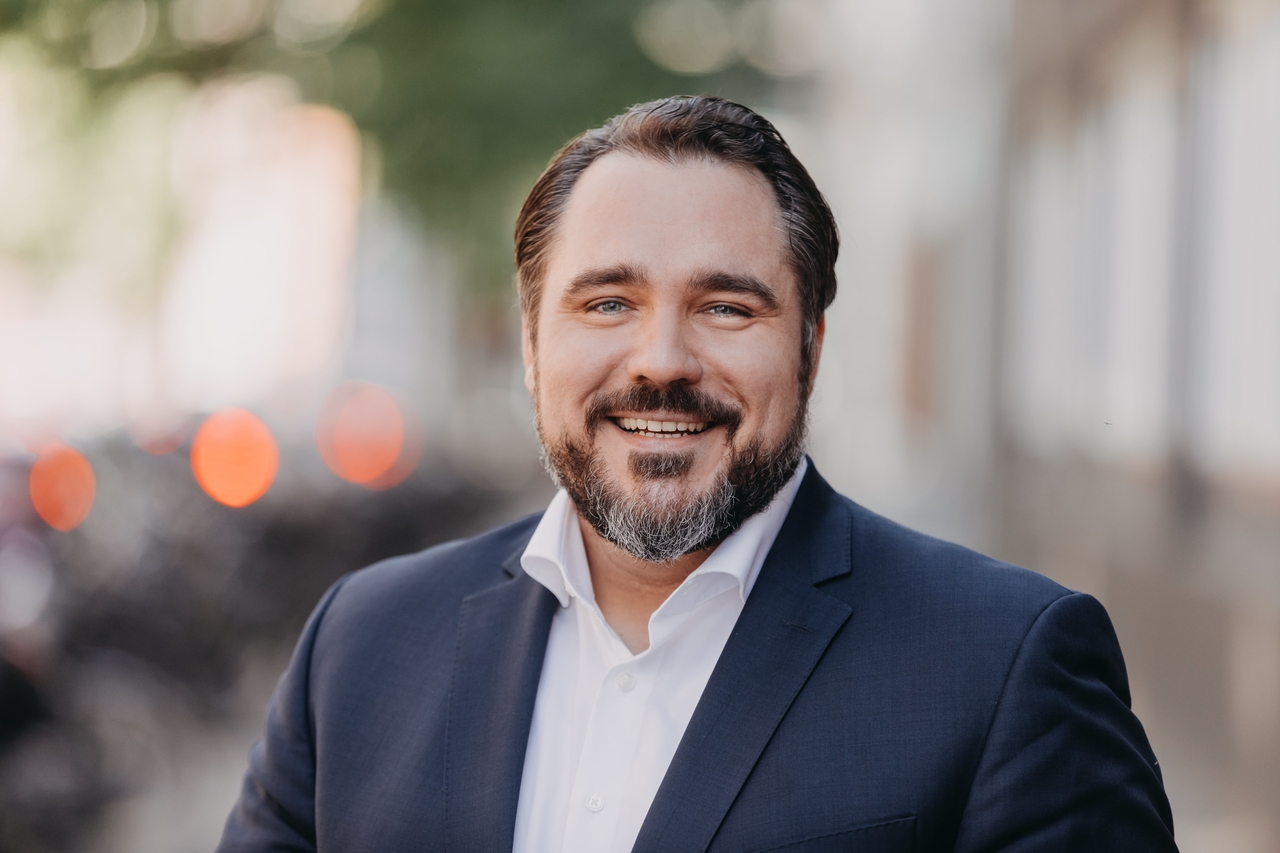
Daniel Föst (2021)

Daniel Wolfgang Föst (* 10. August 1976 in Schweinfurt) ist ein deutscher Politiker (FDP) und war von 2017 bis 2025 Mitglied des Deutschen Bundestages. Von 2017 bis 2021 war er Landesvorsitzender der FDP Bayern.  Zuvor war er dort von 2013 bis 2017 Generalsekretär. Bei der Bundestagswahl 2017 und 2021 zog er als Spitzenkandidat der bayerischen Landesliste der FDP in den Bundestag ein.

## Leben
Daniel Föst wurde in Schweinfurt geboren. Er besuchte das Rhön-Gymnasium in Bad Neustadt an der Saale, Unterfranken, an dem er 1996 das Abitur ablegte. Zu seinen Schulzeiten arbeitete Föst in der Möbelmontage und war Restaurator von Antiquitäten. Nach einer Lehre als Verkäufer im Möbeleinzelhandel in Hamburg studierte Föst mehrere Semester Betriebswirtschaftslehre an der Universität Passau (Vordiplom). Von 1996 bis 2004 leitete er die Abteilung Marketing & Communication der Opti-Wohnwelt Föst GmbH & Co. KG und war anschließend freier Mitarbeiter verschiedener Werbe- und Marketingagenturen. Ab 2006 war Föst zehn Jahre lang selbstständiger Unternehmer im Bereich Marketing und strategische Planung mit dem Schwerpunkt auf kleine und mittlere Unternehmen sowie Start-Ups.
Ab 8. September 2025 wird er Hauptgeschäftsführer des Zentralverbands Sanitär Heizung Klima.
Daniel Föst ist Mitglied bei diversen Vereinen, unter anderem der überparteilichen Europa-Union Deutschland, dem Alumni-Netzwerk der Universität Passau und dem Förderverein der Rudolf-Steiner-Schule Schwabing. Er ist zudem Mitglied des Beirats der Akademie für politische Bildung in Tutzing.
Er ist verheiratet mit Dagmar Föst-Reich und hat zwei Söhne. Mit seiner Familie lebt er in München.

## Partei & Politik

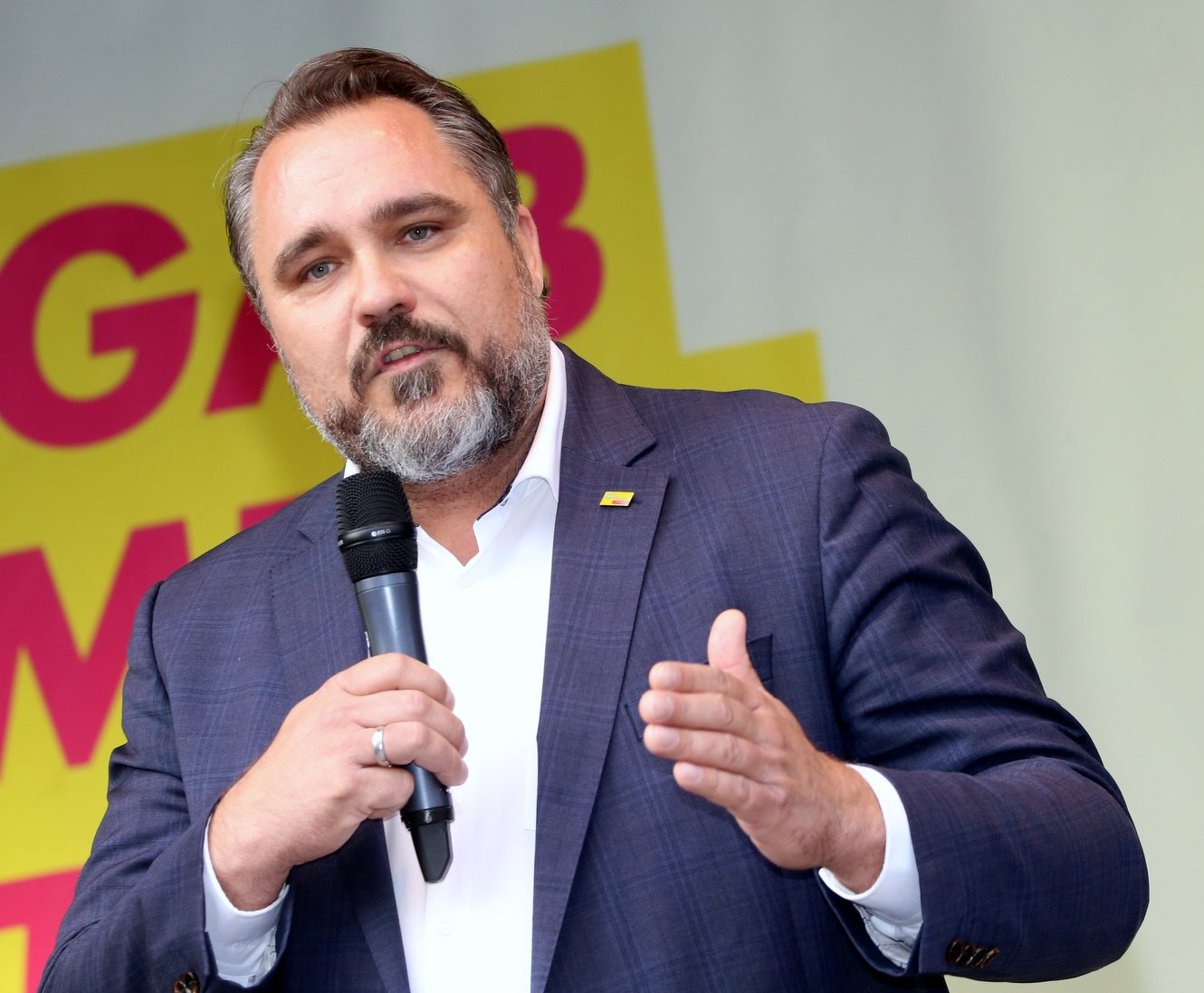
Föst auf einer Wahlkampfveranstaltung in München (2021)

Im Jahr 2005 trat Daniel Föst sowohl den Jungen Liberalen als auch der FDP bei. Von 2005 bis 2009 war Föst Vorsitzender der Jungen Liberalen München. 2010 wurde er Vorsitzender der FDP München. Ab 2008 sammelte Daniel Föst erste praktische Erfahrungen in der Kommunalpolitik als Mitglied des Bezirkstags Oberbayern, dem er bis 2013 angehörte.
Im Bezirkstag Oberbayern war er als ehrenamtlicher Verwaltungsrat der Psychiatrischen Kliniken des Bezirks Oberbayern (kbo) zuständig für die gesundheitlichen Aufgaben des Bezirkstags und als Berichterstatter für Jugendpflege für die Aufgabenbereiche Kinder- und Jugendhilfe. Im November 2013 wurde Föst auf dem Parteitag der FDP Bayern in Bamberg zum Generalsekretär der bayerischen Liberalen gewählt, weshalb er im April 2014 nicht wieder für den Stadtvorsitz der Münchner FDP kandidierte. Anschließend war er von 2017 bis 2021 Landesvorsitzender der FDP Bayern, trat aber im November 2021 nicht mehr zur Wiederwahl an.
Föst steht nach eigenen Angaben für einen selbstbewussten Liberalismus, der die gesamte Bandbreite der Bürgerrechte, der Wirtschaftspolitik, aber auch der Bildungs- und insbesondere der Sozialpolitik umfasst.
Er nennt als konkrete politische Ziele, bezahlbaren Wohnraum für die Menschen zu erhalten und neu zu schaffen. Dafür tritt er mit seinem 10-Punkte-Plan für eine umfassende Bauoffensive ein, an der alle gesellschaftlichen Akteure beteiligt werden müssten. Wichtig sei auch die Streichung von überflüssigen Bauvorschriften und -prozessen, damit Bauen günstiger werden kann sowie einem Programm zur Dachaufstockung und zum Dachausbau, um Bodenversiegelung zu reduzieren.
Föst setzt sich darüber hinaus für eine Eigentümernation Deutschland ein, wonach es mehr Menschen möglich sein müsste, in den eigenen vier Wänden zu leben. Laut Föst müssten dafür die Kaufnebenkosten, wie beispielsweise die Grunderwerbsteuer, gesenkt und nach Möglichkeit der Erwerb von Wohneigentum über ein Mietkauf- und ein Bürgschaftsprogramm für Schwellenhaushalte eingeführt werden. In der politischen Arbeit wirbt Föst als Abgeordneter dafür, Probleme vor Ort zu lösen und für die Menschen da zu sein. Er spricht davon, dass Politiker zu „Helden der Nachbarschaft“ werden müssten.

## Bundestag
2017 zog Föst über die bayerische Landesliste in den Bundestag ein. In seinem Bundestagswahlkreis München-Nord holte er mit 9,6 % das beste Erststimmenergebnis für die FDP in Bayern. Als bau- und wohnungspolitischer Sprecher war Föst für die FDP-Fraktion ordentliches Mitglied und Obmann im Ausschuss für Bau, Wohnen, Stadtentwicklung und Kommunen sowie stellvertretendes Mitglied im Ausschuss für Familie, Senioren, Frauen und Jugend.
Außerdem war er in der 19. Legislaturperiode stellvertretendes Mitglied der Kinderkommission des Deutschen Bundestages. Zudem war er stellvertretender Vorsitzender der Parlamentariergruppe Maghreb-Staaten und Mitglied in der deutsch-chinesischen Parlamentariergruppe sowie in der Parlamentariergruppe Luft- und Raumfahrt.
Bei der Bundestagswahl 2021 zog er mit 11,5 % erneut als Spitzenkandidat der FDP Bayern über die Landesliste in den Bundestag ein. In den Verhandlungen für eine Koalition mit SPD und Bündnis 90/Die Grünen leitete Föst für die FDP im Bereich „Respekt, Chancen und soziale Sicherheit in der modernen Arbeitswelt“ die Arbeitsgruppe „Bauen und Wohnen“. Dabei setzte er sich nach eigenen Angaben besonders dafür ein, dass in Deutschland „mehr, schneller und günstiger“ gebaut werden kann, um so die Wohnkostenkrise schnellstmöglich in den Griff zu bekommen.
Im 20. Deutschen Bundestag war er neben seiner Funktion als bau- und wohnungspolitischer Sprecher und Obmann im Ausschuss für Wohnen, Stadtentwicklung, Bauwesen und Kommunen zudem seit Oktober 2022 stellvertretendes Mitglied im Ausschuss für Digitales und betreute schwerpunktmäßig die Themen Smart-Cities und Smart-Building. Des Weiteren war er stellvertretendes Mitglied in der Kommission für Bau- und Raumangelegenheiten des Deutschen Bundestages und stellvertretender Vorsitzender der Deutschen-Japanischen Parlamentariergruppe.
Nach eigenen Angaben ist Föst über die Familienpolitik zur Bau- und Wohnungspolitik gekommen, da er es sich nicht mehr erklären konnte, wie sich Familien mit mittlerem oder niedrigem Einkommen die Mieten in den großen Ballungszentren, wie beispielsweise München, leisten können.
Daniel Föst gibt für die Jahre von 2017 bis heute an, neben seiner Abgeordnetendiät keine weiteren Einkünfte gehabt zu haben.